# ام‌وی میسیسیپی
ام‌وی میسیسیپی (به انگلیسی: MV Mississippi) یک کشتی است که طول آن 241 ft و ارتفاع آن 52 ft 1½ in می‌باشد. این کشتی در سال ۱۹۹۳ ساخته شد.